# Épaves de Blackfriars
Les épaves de Blackfriars sont une série d'épaves découvertes par l'archéologue Peter Marsden dans la région de Blackfriars sur les rives de la Tamise à Londres, en Angleterre. Les épaves ont été découvertes lors de la construction d'un mur de remblai le long de la Tamise. Marsden a découvert la première épave le 6 septembre 1962 et les deux suivantes ont été découvertes en 1970. Une découverte ultérieure s'ajoute aux trois épaves précédentes, constituant maintenant ce que l'on appelle les quatre épaves de Blackfriars (Blackfriars wrecks). 

## Blackfriars I

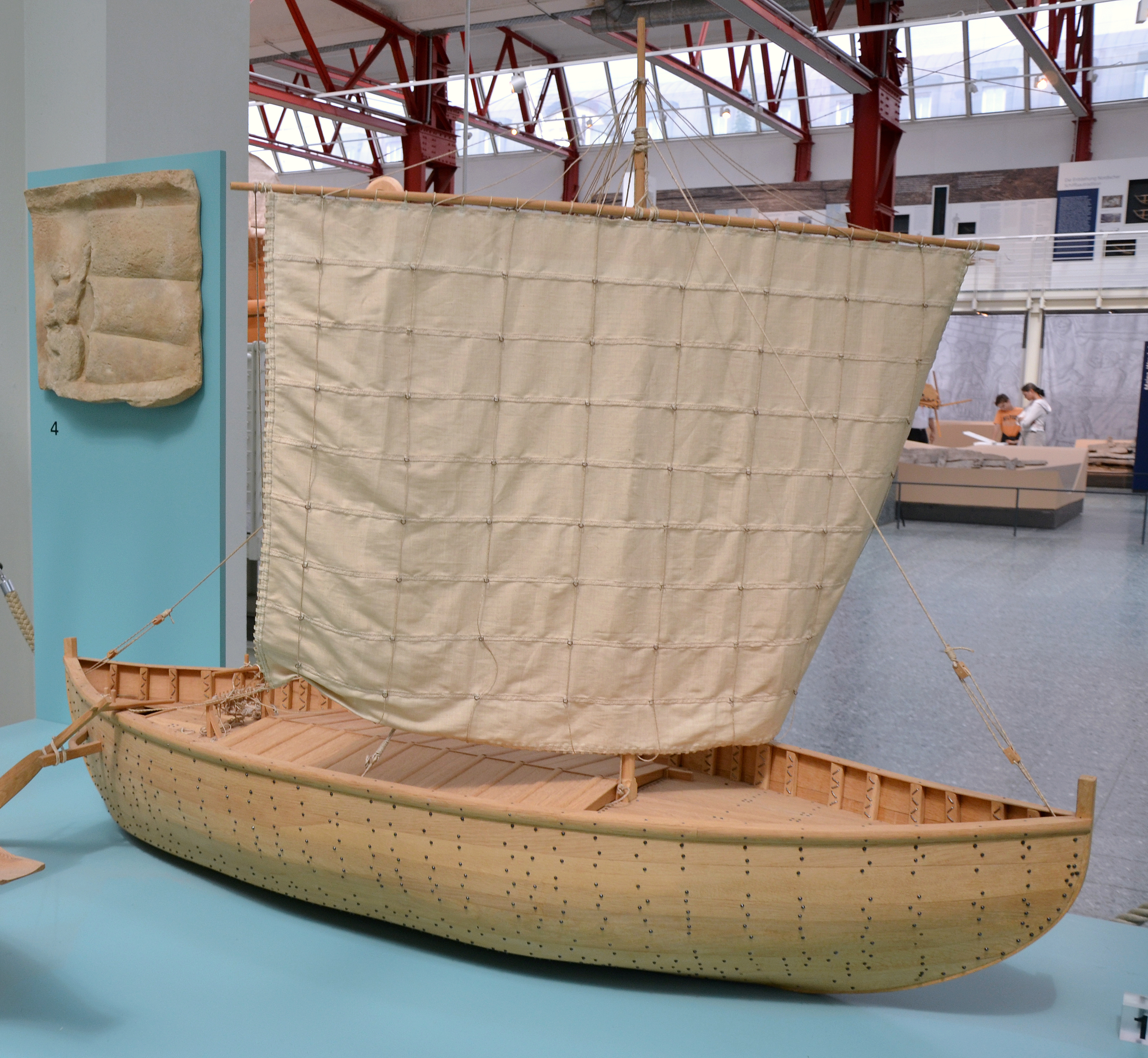
Modèle réduit de Blackfriars I

Découvert par Peter Marsden le 6 septembre 1962, le premier navire de Blackfriars est devenu le premier voilier de mer indigène connu dans le nord de l'Europe, datant du IIe siècle. L'épave est datée d'une période de grande expansion romaine. Trouvé entre le Blackfriars Bridge et le Blackfriars Railway Bridge, lors de la construction d'un nouveau mur au bord de la rivière, le Blackfriars I a suscité la controverse car il semblait correspondre à un style de construction navale Britonnne indigène au lieu d'un style romain traditionnel. 
Le Blackfriars I a été construit sur une ossature d'abord, ce qui signifie que l'ossature du navire a été construite préalablement au reste du navire. Cette méthode qui était beaucoup plus rapide et économisait le bois, était avancée pour la période. Marsden a décrit le navire comme ayant une coque construite à franc-bord (carvel built), calfatée avec des brindilles de noisetier, une emplanture de mât et des bordages de pont (thick floors) épais fixés avec des clous. Sur le navire, une monnaie de bronze de Domitien a été trouvée dans le mât du navire comme offrande votive. En outre, il a été découvert que le navire avait fait naufrage alors qu'il transportait une cargaison composée de 26 longs tons (26 tonnes) de pierre  de construction (Kentish ragstone (en)). D'autres découvertes sur la zone d'opération du navire invitent à suggérer que Blackfriars I était utilisé à des fins de construction. Le reste de la cargaison comprenait: deux tessons de poterie, un maillet en bois et un morceau de cuir. Marsden a pu conclure, en utilisant l'emplacement et la position de l'épave, qu'elle s'était écrasée sur un autre navire, une collision qui a été responsable du naufrage du navire. 
Des essais de reconstruction d'une courte section de Blackfriars I ont été réalisés fin des années 1980 au Musée de Londres.

## Blackfriars II
Le Blackfriars II a été découvert en juin 1969 à l'est de Blackfriars bridge. Le navire transportait une cargaison de briques lorsqu'il a fait naufrage. Marsden et R. Inman ont fouillé l'épave. Leurs résultats ont montré que la cargaison comprenait des briques rouges nouvelles, des tuyaux et des poteries datée de 1660–80. Avec cette information, Marsden a pu conclure que le navire transportait des matériaux destinés à reconstruire Londres après le Grand incendie de 1666. Les techniques utilisées pour construire ce navire ont conduit Marsden à déterminer que l'état des connaissances contemporaines de la construction navale étaient insuffisant pour dater les petits bateaux. 

## Blackfriars III et IV
Les Blackfriars III et IV ont été découverts en 1970 dans les berges de la rivière extrêmement proches des sites des deux découvertes précédentes. Les navires datent du XVe siècle. L'épave serait le résultat d'une collision fatale entre deux navires. On pense que le Blackfriars IV est entré en collision avec le Blackfriars III et a coulé. L'épave ne contenait aucune cargaison, mais les archéologues, en creusant autour du site, ont trouvé deux insignes en étain, le bras en bronze d'une paire de cisailles, deux gros poids à peser en plomb et un grappin en fer. Comme pour les autres navires Blackfriars, ces deux navires semblent avoir été utilisés pour transporter des matériaux de construction. 
Le navire Blackfriars III est le voilier médiéval le plus complet à découvrir en Grande-Bretagne. C'est un voilier construit vers 1400 et qui mesurait environ 15 m de  long, 4,3 m de large et 0,89 m de haut. Marsden croit que le navire ressemblait à un navire fluvial connu sous le nom de « shout ». 
Le Blackfriars IV était un navire en construit à clin (clinker built), construit vers le XVe siècle. On a estimé que le navire était très petit, de seulement 3 mètres de large. Il était possible que ce soit une embarcation fluviale locale qui était utilisée pour décharger de plus gros navires. 

## Voir également
- Blackfriars, Londres
- Pont de Blackfriars
- Classis Britannica